# Styrax ferrugineum
Styrax ferrugineum är en storaxväxtart som beskrevs av Christian Gottfried Daniel Nees von Esenbeck och Mart. Styrax ferrugineum ingår i släktet Styrax och familjen storaxväxter. Inga underarter finns listade i Catalogue of Life.

## Bildgalleri

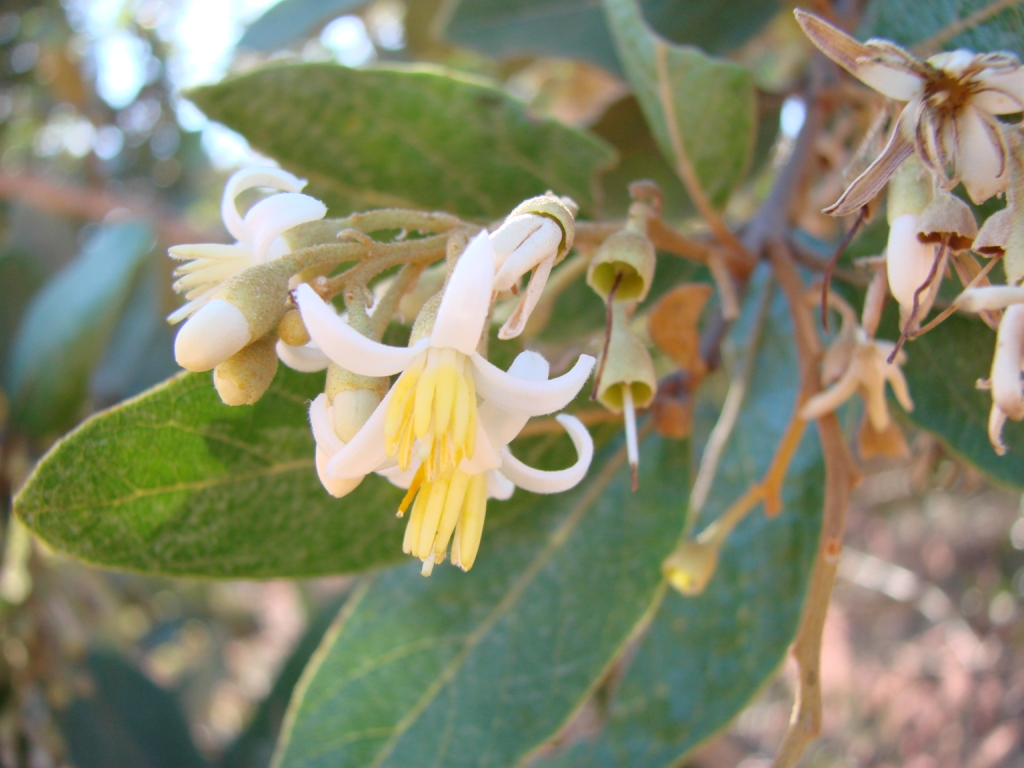
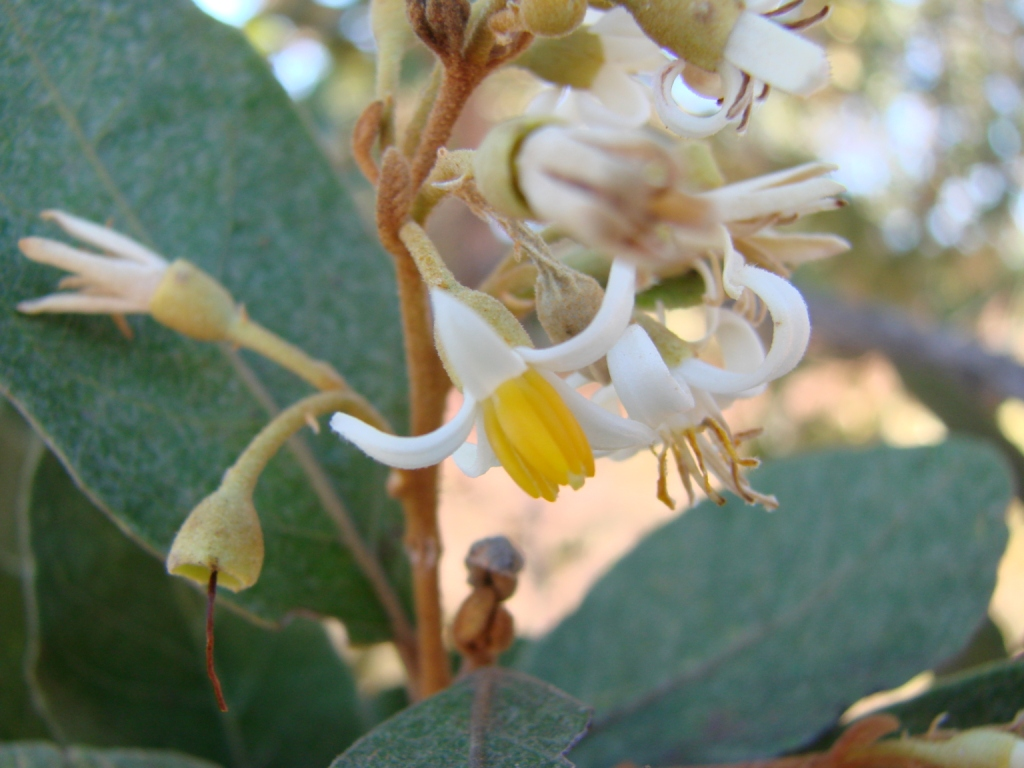